# Erigone poeyi
Erigone poeyi är en spindelart som beskrevs av Simon 1897. Erigone poeyi ingår i släktet Erigone och familjen täckvävarspindlar. Inga underarter finns listade i Catalogue of Life.